# Rondeletia pycnophylla
Rondeletia pycnophylla är en måreväxtart som beskrevs av Ignatz Urban. Rondeletia pycnophylla ingår i släktet Rondeletia och familjen måreväxter. Inga underarter finns listade i Catalogue of Life.